# RDG 瀕危物種少女
《RDG 瀕危物種少女》（日语：RDG レッドデータガール）是日本作家荻原規子所寫的奇幻小说系列，單行本、角川文庫版的插圖均由酒井駒子負責，角川Sneaker文庫版的插圖則由岸田梅爾負責。2008年7月到2012年11月由角川書店出版發行。
電視動畫版角色原案由岸田梅爾負責，動畫製作公司為P.A. Works，於2013年4月至6月播放。月刊少年Ace（角川書店）2012年12月號（2012年10月26日發售）漫畫版連載開始，作畫由琴音らんまる負責。

## 故事簡介
15歲少女泉水子，自少便在熊野古道的玉倉神社之中長大，她是名頗害羞的少女，而且所有给她觸碰到的電子產品也必定損壞。當她想離開熊野古道並往城市居住時，她的監護人雪政卻建議她去東京的鳳城學園就读，並逼他的兒子深行與泉水子同行，以便照顧她。
起初，泉水子與深行也互相討厭彼此，但當一件怪異的事件發生在今年以「戰國时代」為主題的學園祭上，他們的關係便產生變化。
事件中，泉水子得知她是姬神的最後一名依代，而深行是泉水子的山伏守護者。作為瀕臨滅絕的姬神依代，泉水子與深行將展開改變世界的事件。

## 登場人物

### 主角與親人
鈴原泉水子（聲：早見沙織）
本作女主角。3月21日出生，血型為O型RH+。栗谷中學3年級→鳳城學園1年C班，學生會執行部成員。
由於眼睛很像母親，十分靈光，所以佩戴着母親給的眼鏡，在转入鳳城學園后不再佩戴眼镜。其實她不戴眼鏡也看得到，但有散光及遠視。
不擅長理科，成績屬於後段班。
起初討厭深行，後對其產生好感。
姬神（聲：田中理惠）
鈴原泉水子是姬神第三代的附身容器，也极有可能就是泉水子的另一面，是掌握人类灭亡的关键存在。
相樂深行（聲：內山昂輝）
本作男主角。鳳城學園1年A班，隸屬學生會執行部，成績優異。山伏的家系，泉水子的青梅竹馬。
與外人處事彬彬有禮看似優等生，但與泉水子或雪政相處時便會露出本性，被泉水子說是表裡不一。
在后来与泉水子相处渐渐喜欢上泉水子。
喜欢宫崎骏的《龙猫》，并曾把泉水子的手机铃声调为其中的某个音乐。
相樂雪政（聲：福山潤）
深行的父親，33歲，是個美男子。十分重視作為姬神附身容器的泉水子，並令其兒子深行和泉水子同校。
和泉水子的雙親為舊友，泉水子進入鳳城學園就讀後，也跟著進入學園擔任講師。似乎与深行有着矛盾。
鈴原紫子（聲：朴璐美）
泉水子的母親。在警視廳公安部工作。喜歡喝日本酒。
鈴原大成（聲：井上和彦）
泉水子的父親。職業是電腦程式設計師。目前在加州的矽谷工作。

### 玉倉神社
野野村慎吾（聲：乃村健次）
玉倉神社的神官之一。體型壯碩、沉默寡言的男子，但只要与他谈起话来，他都会回应。古武道的名門。負責開車接送泉水子上下學。
鈴原竹臣（聲：伊井篤史）
泉水子的母方的祖父。玉倉神社的宮司。
末森佐和（聲：津川祝子）
在玉倉神社工作的唯一的女性。

### 粟谷中學
泉水子讀的中學。一學年一班級的小學校。
渡邊步實（聲：宮本佳那子）
泉水子的親友。高個子的颯爽的女孩子。
三田春菜（聲：諏訪彩花）
泉水子的親友。皮膚白的女孩子。
三崎洋平（聲：河本啟佑）
小川智也（聲：金本涼輔）／瀨谷和人（聲：速水秀之）
與三崎在一起行動的男子。
越川美沙（聲：壹岐紹未）
粟谷中學學生會長。
和宮悟（聲：釘宮理惠）
印象薄的身材矮小的男子，因由泉水子的願望而生。
中村可南子（聲：岡田榮美）
粟谷中學的教師，泉水子的班導師，對雪政持有好感。

### 鳳城學園
位於東京都西部、高尾山北部，常有外國人前來就讀。學校設有國中部與高中部，學生數約為各學年100人。

#### 學生會執行部
宗田真響（聲：米澤圓）
就讀高中部1年A班，學生會執行部、日本史研究社所屬，泉水子宿舍的室友，出身於長野戶隱。
國中時期三年的成績為學年第二，是個廣受男女歡迎的女孩。
宗田真夏（聲：石川界人）
就讀高中部1年C班。學生會執行部、馬術社所屬，真響的同胞弟弟。
是頗為坦率的少年。成績不好但靠著真響的關係而進鳳城學園就讀。嗜好是流鏑馬。
宗田真澄（聲：木村良平）
真響的另一個三胞胎弟弟，六歲時已過世，但可透過真響與真夏的召喚以同齡年齡出現，喜歡泉水子，曾提出交往的請求。動畫第12話向泉水子告白。
如月·琴·仄香（聲：布萊德庫特·莎拉·惠美）
現任學生會會長，穿著男裝的混血少女。目前在學習日本舞。
秋乃川玲奈（聲：中上育實）
學生會執行部成員，負責排解糾紛，仄香的好友。
村上穗高（聲：石田彰）
前學生會會長。現被稱為「影子學生會長」。教授仄香日本舞的技巧。
神崎美琴（聲：小堀友里繪）
前學生會會長、深行的學姐。戴著眼鏡。
早川佳樹（聲：宮野真守）
高中部2年級，學生會執行委員長，棒球社社員。

#### 其他學生
高柳一条（聲：野島裕史）
就讀高中部1年A班。為陰陽師家族的名門子弟，長相與和宮悟相似。能夠役使式神。國中時期三年的成績皆是學年第一。

### 其他
中山瑞穗
在近畿的大學醫院工作，專門研究大腦生理學，紫子學生時代的朋友。

## 小說
2008年7月至2012年11月角川書店以「角川銀之匙系列」（カドカワ銀のさじシリーズ）出版單行本，之後也以角川文庫、角川Sneaker文庫刊行。繁體中文版由台灣角川代理，代理版本為酒井駒子繪製插畫的角川文庫版。简体中文版由天闻角川代理发行，湖南美术出版社出版，代理版本为岸田梅尔绘制插画的角川Sneaker文庫版。截至2013年3月單行本版全6卷、文庫版5卷。
《RDG》同小说作者荻原规子的处女作《空色勾玉》一样都能找到有日本古代神话的影子。这种带有日本神话色彩的奇幻作品风格创作深远影响了作者本人。荻原规子自身将奇幻小说定义为“涉及以神话和历史为基础的过去文化遗产，但不被既有的规范约束，个人的幻想可以自由翱翔”，《RDG》也都遵循了这个概念。《RDG》这部小说最初构思为“将成为世界遗产的少女”的故事，并且在最初并未明确会成为系列小说。
| 日文版標題                      | 繁中版標題             | 简中版标题 | 角川書店                   | 角川書店               | 台灣角川      | 台灣角川               | 简体中文版    | 简体中文版             |
| 日文版標題                      | 繁中版標題             | 简中版标题 | 發售日期                   | ISBN                   | 發售日期      | ISBN                   | 发售日期      | ISBN                   |
| ------------------------------- | ---------------------- | ---------- | -------------------------- | ---------------------- | ------------- | ---------------------- | ------------- | ---------------------- |
|                                 |                        |            | 2008年7月4日（角川書店）   | ISBN 978-4-04-873849-1 | 2013年4月25日 | ISBN 978-986-325-296-2 | 2013年10月5日 | ISBN 978-7-5356-6524-9 |
| 2011年6月23日（角川文庫）       | ISBN 978-4-04-394440-8 |            |                            |                        | 2013年4月25日 | ISBN 978-986-325-296-2 | 2013年10月5日 | ISBN 978-7-5356-6524-9 |
| 2013年2月1日（角川Sneaker文庫） | ISBN 978-4-04-100674-0 |            |                            |                        | 2013年4月25日 | ISBN 978-986-325-296-2 | 2013年10月5日 | ISBN 978-7-5356-6524-9 |
|                                 |                        |            | 2009年5月28日（角川書店）  | ISBN 978-4-04-873952-8 | 2013年5月25日 | ISBN 978-986-325-352-5 |               |                        |
| 2011年12月22日（角川文庫）      | ISBN 978-4-04-100054-0 |            |                            |                        | 2013年5月25日 | ISBN 978-986-325-352-5 |               |                        |
| 2013年4月1日（角川Sneaker文庫） | ISBN 978-4-04-100763-1 |            |                            |                        | 2013年5月25日 | ISBN 978-986-325-352-5 |               |                        |
|                                 |                        |            | 2010年5月28日（角川書店）  | ISBN 978-4-04-874052-4 | 2013年8月15日 | ISBN 978-986-325-533-8 |               |                        |
| 2012年7月25日（角川文庫）       | ISBN 978-4-04-100370-1 |            |                            |                        | 2013年8月15日 | ISBN 978-986-325-533-8 |               |                        |
| 2013年6月1日（角川Sneaker文庫） | ISBN 978-4-04-100863-8 |            |                            |                        | 2013年8月15日 | ISBN 978-986-325-533-8 |               |                        |
|                                 |                        |            | 2011年5月27日（角川書店）  | ISBN 978-4-04-874204-7 | 2014年1月25日 | ISBN 978-986-325-755-4 |               |                        |
| 2012年12月25日（角川文庫）      | ISBN 978-4-04-100626-9 |            |                            |                        | 2014年1月25日 | ISBN 978-986-325-755-4 |               |                        |
| 2013年9月1日（角川Sneaker文庫） | ISBN 978-4-04-100990-1 |            |                            |                        | 2014年1月25日 | ISBN 978-986-325-755-4 |               |                        |
|                                 |                        |            | 2011年10月28日（角川書店） | ISBN 978-4-04-110039-4 | 2014年4月3日  | ISBN 978-986-325-838-4 |               |                        |
| 2013年3月23日（角川文庫）       | ISBN 978-4-04-100752-5 |            |                            |                        | 2014年4月3日  | ISBN 978-986-325-838-4 |               |                        |
| 2014年1月1日（角川Sneaker文庫） | ISBN 978-4-04-101118-8 |            |                            |                        | 2014年4月3日  | ISBN 978-986-325-838-4 |               |                        |
|                                 |                        |            | 2012年11月29日（角川書店） | ISBN 978-4-04-110348-7 | 2014年9月5日  | ISBN 978-986-366-128-3 |               |                        |
| 2014年2月25日（角川文庫）       | ISBN 978-4-04-101235-2 |            |                            |                        | 2014年9月5日  | ISBN 978-986-366-128-3 |               |                        |
| 2014年3月1日（角川Sneaker文庫） | ISBN 978-4-04-101247-5 |            |                            |                        | 2014年9月5日  | ISBN 978-986-366-128-3 |               |                        |

## 漫畫
漫畫於《月刊少年Ace》（角川書店）2012年12月號開始連載。角色原案由岸田梅爾擔任，作畫由琴音蘭丸負責，至2014年9月號已完結，全5卷。並在每一卷的封底和無書衣的封面收錄了琴音蘭丸畫的4格漫畫。另外在漫畫第4卷收錄了由原作者荻原規子描寫的短篇小說。
故事依照動畫版內容進行，並追加了動畫未播出或被刪除的原作章節故事內容。而原作第5卷和動畫版的最後一集也同樣漫畫化收錄在單行本，已完結。
| 冊數 | 角川書店       | 角川書店               | 台灣角川       | 台灣角川               |
| 冊數 | 發售日期       | ISBN                   | 發售日期       | ISBN                   |
| ---- | -------------- | ---------------------- | -------------- | ---------------------- |
| 1    | 2013年2月26日  | ISBN 978-4-04-120607-2 | 2013年12月20日 | ISBN 978-986-325-750-9 |
| 2    | 2013年5月25日  | ISBN 978-4-04-120709-3 | 2014年4月19日  | ISBN 978-986-325-916-9 |
| 3    | 2013年11月26日 | ISBN 978-4-04-120961-5 | 2014年9月27日  | ISBN 978-986-366-145-0 |
| 4    | 2014年4月26日  | ISBN 978-4-04-121126-7 | 2015年4月17日  | ISBN 978-986-366-453-6 |
| 5    | 2014年9月26日  | ISBN 978-4-04-102125-5 | 2015年10月22日 | ISBN 978-986-366-785-8 |

## 電視動畫

### 製作人員
- 原作：荻原規子（角川書店／角川銀之匙系列、角川文庫連載）
- 監督：篠原俊哉
- 系列構成、劇本：横手美智子
- 角色原案：岸田梅爾
- 角色設計、總作畫監督 ：芝美奈子
- 美術監督：東潤一
- 色彩設計：中野尚美
- 攝影監督：梶原幸代
- 編集：野川仁
- 3D監督：山崎嘉雅
- 特殊效果：加藤千惠
- 音響監督：若林和弘
- 音響效果：森川永子
- 音樂：myu、伊藤真澄
- 音樂製作：Lantis
- 動畫製作：P.A.WORKS
- 製作：「RDG」製作委員會

### 主題曲
片頭曲
主唱、作詞：安娜貝爾，作曲、編曲：myu
片尾曲
（第1－2、4－7、9－12話）
作詞：畑亞貴，作曲、編曲、主唱：伊藤真澄
（第3、8話）
作詞 ：畑亞貴，作曲、編曲：伊藤真澄，主唱：鈴原泉水子（早見沙織）
插曲
（第3、8話）
作詞、作曲：神木遙，主唱：鈴原泉水子（早見沙織）

### 各話列表
| 話數   | 日文標題 | 中文標題       | 劇本       | 分鏡       | 演出              | 作畫監督                                             | 改編  |
| ------ | -------- | -------------- | ---------- | ---------- | ----------------- | ---------------------------------------------------- | ----- |
| 第1章  |          | 最初的轉學生   | 橫手美智子 | 篠原俊哉   | 大西景介 太田知章 | 伊藤依織子、芝美奈子                                 | 第1卷 |
| 第2章  |          | 最初的掌心     | 橫手美智子 | 篠原俊哉   | 安齋剛文          | 皆川一德                                             | 第1卷 |
| 第3章  |          | 最初的使者     | 橫手美智子 | 市村徹夫   | 市村徹夫          | 川口千里                                             | 第1卷 |
| 第4章  |          | 最初的室友     | 橫手美智子 | 許琮       | 許琮              | 中村深雪、竹下美紀 伊藤依織子                        | 第2卷 |
| 第5章  |          | 最初的化妝     | 橫手美智子 | 古川知宏   | 古川知宏          | 大東百合惠、長谷川亨雄 宮下雄次、大導寺美穗 川口千里 | 第2卷 |
| 第6章  |          | 最初的住宿     | 橫手美智子 | 畑博之     | 安藤健            | 岡本達明                                             | 第3卷 |
| 第7章  |          | 最初的迷途羔羊 | 橫手美智子 | 室井富美江 | 室井富美江        | 大導寺美穗                                           | 第3卷 |
| 第8章  |          | 最初的願望     | 橫手美智子 | 市村徹夫   | 市村徹夫          | 川口千里、關口可奈味 芝美奈子                        | 第3卷 |
| 第9章  |          | 最初的宣布     | 橫手美智子 | 淵上真     | 政木伸一          | 鈴木奈都子                                           | 第4卷 |
| 第10章 |          | 最初的校慶     | 橫手美智子 | 安齋剛文   | 安齋剛文          | 西畑亞由美 長谷川亨雄                                | 第4卷 |
| 第11章 |          | 最初的拒絕     | 橫手美智子 | 室井富美江 | 平向智子          | 門智昭、野田康行 明珍宇作                            | 第4卷 |
| 第12章 |          | 世界遺產的少女 | 橫手美智子 | 篠原俊哉   | 篠原俊哉          | 芝美奈子、中村深雪                                   | 第4卷 |

### 评价
Anime News Network的评论家塞隆·马丁和卡尔·克林格都称赞了动画的各种场景的制作，自然风光如山间景色十分秀丽，泉水子所居住的神社这一人居环境氛围也制作得恰如世外桃源般，其中他们还指出泉水子的几段舞蹈场景也都令他们二人印象深刻。

### 播放電視台
日本深夜動畫：下文記載的日本国内播放時間使用日本標準時間（UTC+9）表示。因為部分時間标识會採用30小时制，因此請留意这类超过24:00的时间，其實際播放時間為翌日清晨。
| 播放地區 | 播放電視台   | 播放日期               | 播放時間（UTC+9）          | 所屬聯播網 | 備註              |
| 先行放送 | 先行放送     | 先行放送               | 先行放送                   | 先行放送   | 先行放送          |
| -------- | ------------ | ---------------------- | -------------------------- | ---------- | ----------------- |
| 日本全國 | NICONICO直播 | 2013年3月16日 - 6月1日 | 星期六 23時30分 - 24時00分 | 網路電視   | 時間移位非對應    |
| 正式放送 |              |                        |                            |            |                   |
| 東京都   | TOKYO MX     | 2013年4月3日 - 6月19日 | 星期三 25時00分 - 25時30分 | 獨立UHF局  |                   |
| 富山縣   | 北日本放送   | 2013年4月3日 - 6月19日 | 星期三 25時58分 - 26時28分 | 日本電視網 | P.A.WORKS的所在地 |
| 兵庫縣   | SUN電視台    | 2013年4月3日 - 6月19日 | 星期三 26時00分 - 26時30分 | 獨立UHF局  |                   |
| 福岡縣   | TVQ九州放送  | 2013年4月3日 - 6月19日 | 星期三 26時40分 - 27時10分 | 東京電視網 |                   |
| 岐阜縣   | 岐阜放送     | 2013年4月4日 - 6月20日 | 星期四 25時45分 - 26時15分 | 獨立UHF局  |                   |
| 三重縣   | 三重電視台   | 2013年4月4日 - 6月20日 | 星期四 26時20分 - 26時50分 | 獨立UHF局  |                   |
| 千葉縣   | 千葉電視台   | 2013年4月5日 - 6月21日 | 星期五 25時30分 - 26時00分 | 獨立UHF局  |                   |
| 日本全國 | BS11         | 2013年4月5日 - 6月21日 | 星期五 27時00分 - 27時30分 | 衛星電視   | ANIME+節目        |
| 埼玉縣   | 埼玉電視台   | 2013年4月7日 - 6月23日 | 星期日 24時30分 - 25時00分 | 獨立UHF局  |                   |
| 神奈川縣 | 神奈川電視台 | 2013年4月7日 - 6月23日 | 星期日 24時30分 - 25時00分 | 獨立UHF局  |                   |
| 日本全國 | KIDS STATION | 2013年4月9日 - 6月25日 | 星期二 24時00分 - 24時30分 | 衛星電視   | 有重播            |

## 外部連結
- RDG1-5 銀のさじ特集ページ（日語）
- RDG5 銀のさじ特集ページ（日語）
- RDG6 銀のさじ特集ページ（日語）
- RDG動畫官網（页面存档备份，存于）（日語）
- RDG瀕危物種少女 新書專頁（页面存档备份，存于）（中文）